# Lạng Giang (huyện)
Lạng Giang là một huyện thuộc tỉnh Bắc Giang, Việt Nam.

## Địa lý
Huyện Lạng Giang nằm ở phía bắc của tỉnh Bắc Giang, nằm cách thành phố Bắc Giang khoảng 10 km về phía đông bắc, cách trung tâm thủ đô Hà Nội khoảng 70 km, có vị trí địa lý:
- Phía đông giáp huyện Lục Nam
- Phía tây giáp huyện Tân Yên
- Phía nam giáp thành phố Bắc Giang
- Phía bắc giáp huyện Yên Thế và huyện Hữu Lũng, tỉnh Lạng Sơn.

Huyện Lạng Giang có diện tích 244 km², dân số năm 2022 là 225.435 người, mật độ dân số đạt 924 người/km².
Toàn huyện chỉ có một xã có người dân tộc thiểu số, đó là xã Hương Sơn.

## Hành chính
Huyện Lạng Giang có 19 đơn vị hành chính cấp xã trực thuộc, bao gồm 2 thị trấn: Vôi (huyện lỵ), Kép và 17 xã: An Hà, Dương Đức, Đại Lâm, Đào Mỹ, Hương Lạc, Hương Sơn, Mỹ Thái, Nghĩa Hòa, Nghĩa Hưng, Quang Thịnh, Tân Dĩnh, Tân Hưng, Tân Thanh, Thái Đào, Tiên Lục, Xuân Hương, Xương Lâm.

## Lịch sử
Từ những ngày đầu triều các vua Hùng, Lạng Giang chưa thành tên gọi. Địa phận của huyện thuộc đất Kê Từ (bao gồm địa giới hành chính các huyện Lạng Giang, Lục Nam, Lục Ngạn ngày nay) nằm trong lộ Vũ Ninh. Tên Kê Từ tồn tại suốt gần một nghìn năm Bắc thuộc; đến thế kỷ 11, được đổi là châu Lạng thuộc lộ Bắc Giang.
Năm 1407, châu Lạng đổi thành phủ Lạng Giang, gồm 2 châu: Châu Lạng Giang và châu Thượng Hồng, cai quản 10 huyện, trong đó có huyện Bảo Lộc chính là đất Lạng Giang ngày nay và một phần của huyện Lục Nam; trụ sở đặt tại làng Chu Nguyên (thị trấn Vôi ngày nay).
Năm 1889, chính quyền Pháp thành lập tỉnh Lục Nam, huyện Bảo Lộc thuộc tỉnh Lục Nam.
Ngày 8 tháng 9 năm 1891, tỉnh Lục Nam giải thể, huyện Bảo Lộc trả về tỉnh Bắc Ninh.
Dưới triều Thành Thái nhà Nguyễn (1889-1907), huyện Bảo Lộc đổi thành huyện Phất Lộc.
Năm 1924, chính quyền Pháp đổi huyện Phất Lộc thành phủ Lạng Giang, gồm 13 tổng: Cần Dinh, Đa Mai, Thọ Xương, Đào Quán, Dĩnh Kế, Thịnh Liệt, Lan Mẫu, Trí Yên, Mỹ Cầu, Phi Mô, Mỹ Thái, Thái Đào, Xuân Đám. Phủ lỵ đặt tại phủ Lạng Thương (phố Tiền Giang, phường Lê Lợi, thành phố Bắc Giang ngày nay). Phủ Lạng Giang bao gồm toàn bộ lãnh thổ huyện Lạng Giang ngày nay cùng các xã, phường: Lan Mẫu của huyện Lục Nam; Lão Hộ, Hương Gián, Lãng Sơn, Trí Yên, Đức La, Tam Kỳ, Tân An, Xuân Phú của huyện Yên Dũng; Thọ Xương, Dĩnh Kế, Mỹ Độ, Song Mai, Đa Mai, Song Khê, Tân Mỹ, Tân Tiến của thành phố Bắc Giang ngày nay.
Ngày 25 tháng 3 năm 1948, Chủ tịch nước Việt Nam Dân chủ Cộng hòa ra Sắc lệnh số 148-SL, bãi bỏ các danh từ, phủ, châu, quận để thống nhất gọi là huyện. Thực hiện Sắc Lệnh của Chủ tịch nước, phủ Lạng Giang gọi là huyện Lạng Giang. Huyện Lạng Giang khi đó bao gồm 30 xã: An Hà, Bảo Đài, Bảo Sơn, Đại Lâm, Đào Mỹ, Dĩnh Kế, Dĩnh Trì, Dương Đức, Hòa Bình A, Hương Lạc, Hương Sơn, Mỹ Hà, Mỹ Thái, Nghĩa Hòa, Nghĩa Hưng, Phi Mô, Phương Sơn, Quang Thịnh, Tam Dị, Tân Dĩnh, Tân Hưng, Tân Lập, Tân Thanh, Tân Thịnh, Thái Đào, Tiên Hưng, Tiên Lục, Xuân Hương, Xương Lâm và Yên Mỹ.
Ngày 21 tháng 1 năm 1957, tách 7 xã: Hoà Bình A, Tam Dị, Bảo Đài, Bảo Sơn, Tiên Hưng, Phương Sơn và Tân Lập để thành lập huyện Lục Nam. Huyện còn lại 23 xã: An Hà, Đại Lâm, Đào Mỹ, Dĩnh Kế, Dĩnh Trì, Dương Đức, Hương Lạc, Hương Sơn, Mỹ Hà, Mỹ Thái, Nghĩa Hòa, Nghĩa Hưng, Phi Mô, Quang Thịnh, Tân Dĩnh, Tân Hưng, Tân Thanh, Tân Thịnh, Thái Đào, Tiên Lục, Xuân Hương, Xương Lâm và Yên Mỹ.
Ngày 19 tháng 10 năm 1959, thành lập thị trấn Kép trên cơ sở một phần diện tích và dân số của xã Tân Thịnh.
Ngày 27 tháng 10 năm 1962, hai tỉnh Bắc Giang và Bắc Ninh hợp nhất thành tỉnh Hà Bắc, huyện Lạng Giang thuộc tỉnh Hà Bắc.
Ngày 8 tháng 3 năm 1967, thành lập thị trấn nông trường Bố Hạ trực thuộc huyện Lạng Giang.
Ngày 3 tháng 5 năm 1985, xã Dĩnh Kế được sáp nhập vào thị xã Bắc Giang.
Huyện Lạng Giang còn lại thị trấn Kép, thị trấn nông trường Bố Hạ và 22 xã: An Hà, Đại Lâm, Đào Mỹ, Dĩnh Trì, Dương Đức, Hương Lạc, Hương Sơn, Mỹ Hà, Mỹ Thái, Nghĩa Hòa, Nghĩa Hưng, Phi Mô, Quang Thịnh, Tân Dĩnh, Tân Hưng, Tân Thanh, Tân Thịnh, Thái Đào, Tiên Lục, Xuân Hương, Xương Lâm, Yên Mỹ.
Ngày 6 tháng 11 năm 1996, huyện Lạng Giang thuộc tỉnh Bắc Giang vừa được tái lập.
Ngày 22 tháng 12 năm 1997, thành lập thị trấn Vôi, thị trấn huyện lỵ huyện Lạng Giang trên cơ sở 335,87 ha diện tích tự nhiên và 4.560 nhân khẩu của xã Yên Mỹ.
Ngày 12 tháng 7 năm 2007, giải thể thị trấn nông trường Bố Hạ, địa bàn nhập vào xã Quang Thịnh, huyện Lạng Giang và các xã Đông Sơn, Đồng Hưu, huyện Yên Thế.
Ngày 27 tháng 9 năm 2010, xã Dĩnh Trì được sáp nhập vào thành phố Bắc Giang.
Ngày 1 tháng 1 năm 2020, sáp nhập xã Phi Mô vào thị trấn Vôi và sáp nhập xã Tân Thịnh vào thị trấn Kép. Từ đó, huyện Lạng Giang có 2 thị trấn và 19 xã.
Ngày 28 tháng 9 năm 2024, Ủy ban Thường vụ Quốc hội ban hành Nghị quyết số 1191/NQ-UBTVQH15 về việc sắp xếp đơn vị hành chính cấp huyện, cấp xã của tỉnh Bắc Giang giai đoạn 2023 – 2025 (nghị quyết có hiệu lực từ ngày 1 tháng 1 năm 2025). Theo đó:
- Sáp nhập xã Mỹ Hà vào xã Tiên Lục.
- Sáp nhập xã Yên Mỹ vào xã Hương Lạc.

Huyện Lạng Giang có 2 thị trấn và 17 xã như hiện nay.
Ngày 27 tháng 12 năm 2024, Bộ Xây dựng ban hành Quyết định số 1256/QĐ-BXD về việc công nhận thị trấn Vôi là đô thị loại IV.

## Kinh tế - xã hội
Kinh tế chủ yếu của huyện dựa trên hoạt động sản xuất nông nghiệp như trồng lúa, các sản phẩm nông sản như sắn, lạc... Một loại hoa quả nổi tiếng trong vùng được trồng khá nhiều trong những năm gần đây là vải thiều đem lại nguồn thu nhập đáng kể.
Trên địa bàn huyện có cây dã hương ở xóm Giữa, xã Tiên Lục ước đoán đã gần 1000 tuổi, có dòng sông Thương "bên đục bên trong" chảy qua.

### Làng nghề
Là huyện nằm ở phía Bắc tỉnh Bắc Giang, so với các huyện khác của tỉnh thì huyện có ít các làng nghề và làng có nghề hơn các huyện dưới. Đó là làng có nghề, ngành nghề như trồng hoa, làm nón:
- Nghề trồng hoa thôn Then (Thái Đào)
- Nghề trồng hoa thôn Cầu Chính (Dĩnh Trì)
- Nghề làm nón thôn Gai Bún (Đào Mỹ)
- Nghề băm bóc gỗ Chí Mìu (Hương Sơn).

## Giao thông
Quốc lộ 1, quốc lộ 31 quốc lộ 37, tỉnh lộ 265, tỉnh lộ 292, tỉnh lộ 295,... Đường sắt Hà Nội – Đồng Đăng, đường cao tốc Bắc Giang – Lạng Sơn, đường sắt Lưu Xá - Kép - Hạ Long chạy qua địa bàn huyện.

## Danh nhân
- Trạng nguyên Giáp Hải
- Vũ Thị Trang, vận động viên cầu lông.